# Egretius
Egretius is een geslacht van halfvleugeligen uit de familie Aphrophoridae. De wetenschappelijke naam van dit geslacht is voor het eerst geldig gepubliceerd in 1908 door Jacobi.

## Soorten
Het geslacht Egretius  is monotypisch en omvat slechts de volgende soort:
- Egretius procerus Jacobi, 1908